# 태피 (2018년 애니메이션)
《태피》 (Taffy)는 2018년부터 현재까지 방영된 프랑스-미국 애니메이션 시리즈이다.

## 줄거리
이 시리즈는 자신이 '태피' 라는 고양이라고 생각한 후 머치모어 부인에게 입양된 회색 너구리 '스크랙스' 를 따른다. 그녀의 주요 애완동물인 벤틀리라는 이름의 도베르만은 사치스러운 일을 하고 있는 머치모어 부인에게 태피의 비밀을 밝히기로 결심한다.

## 에피소드
태피 의 에피소드 목록

## 출연진
- 빌리 밥 톰슨 - 태피
- 타일러 번치 - 벤틀리
- 세라 허쉬 - 머치모어 부인
- 제프리 힐튼 - 포사이드
- 스타 버스비, 카를로스 알라즈라퀴 - 비니코스
- 마리아 뱀포드 - 애디
- 리사 오르티즈 - 미쉬
- 베가 데 세베 - 매쉬
- 매기 폴리티 - 하이코스트 부인
- 케이트 히긴스 - 허츠 박사
- 나탈리 히트젤 - 올퍼펙트 부인
- 마크 톰슨 - 고스트 태피, 애디 (괴물)
- 댄 그린 - 고스트 벤틀리
- 바렛 레디 - 브래들리
- 이안 제임스 콜렛 - 모르사이드
- 바네사 마샬 - 레이디 파운드스털링
- 케이틀린 롭록 - 뉴스 리포터#2
- 킴벌리 브룩스 - 순자산 부인
- 크리스티나 푸첼리 - 케일
- 줄리 네이선슨 - 록시
- 스콧 멘빌 - 수펄
- 다란 노리스 - 청소봇
- 에릭 바우자 - 니블
- 프레드 타타시오레 - 황소
- 로비 데이먼드 - 칼
- 로저 크레이그 스미스 - 푸퍼닌 씨
- 그레이 그리핀 - 알렉스
- 유리 로웬탈 - 존 스팅크
- 마리에브 헤링턴 - 페라리
- 토드 하버콘 - 너트파더
- 벤 디스킨 - 기니피그